# Светля (село)
Вижте пояснителната страница за други значения на Светля.
Светля е село в Западна България. То се намира в община Ковачевци, област Перник.

## География
Село Светля е разположено в Югозападна България и е част от община Ковачевци, област Перник. Селото е отдалечено на около 50 км югозападно от гр. София и на 30 км в същата посока от гр. Перник, както и на 5 км западно от с. Ковачевци, на 3 км от село Сирещник.

## История
По време на османското владичество селото е известно като Празноглавци. Легендата разказва, че високопоставен представител на Османската империя минал през селцето, а жителите му се изпокрили в гората. Хората от свитата тръгнали да ги търсят а големецът рекъл: „Оставете ги тия празноглавци“.
През 1919 година селото е преименувано от Капитан Никола Петков и понастоящем носи името Светля. Къщата му и до днес е запазена здрава.

## Културни и природни забележителности
Селото продължава нагоре по Балкана и има много красива природа, река, която минава през селото.

## Редовни събития
В село Светля всяка година в навечерието на 13 срещу 14 януари се празнува Сурва. Това село е известно с най-добрата сурвакарска група не само в област Перник, но и в цяла България. Сурвакарската група на селото е носител на редица престижни награди от фестивали в България и чужбина. Кукерите са много и може да видите кукери, които са много разнообразни. Кукерите се събират в читалището и оттам тръгват.